# De Roosdonck
Windmolen De Roosdonck is een ronde stenen bovenkruier in Nuenen in de Nederlandse provincie Noord-Brabant. Deze beltmolen was en is in gebruik als korenmolen.
Deze molen werd gebouwd in 1884. Oorspronkelijk zou het een stellingmolen worden, maar tijdens de bouw in 1883 stortte een deel van de romp in, waarbij een dode viel. Bewijzen van dit eerste bouwplan zijn twee dichtgemetselde ramen in de muren van de inrijplaats in de belt en een bewaard gebleven krantenbericht uit die tijd. Daarna werden de plannen gewijzigd en is de huidige beltmolen ontstaan. Deze beltmolen is smaller dan gebruikelijk omdat na het eerdergenoemde ongeluk het geld nagenoeg op was en snel een nieuwe molen opgebouwd moest worden, waarbij door minder stenen te gebruiken, kostenbesparend te werk is gegaan.
Van 1887 tot 1930 werd de molen ook als oliemolen gebruikt, maar in 1930 werd het olieslagwerk gesloopt. Dit was afkomstig uit de molen Sint-Victor te Heeze. Na de Tweede Wereldoorlog werd het kruiwerk vervangen door dat van de molen op het Hoogeind te Sint-Oedenrode die door oorlogshandelingen zwaar beschadigd was.
In 1959 stopte de productie en verviel de molen, maar in 1970 kocht de gemeente de molen en er volgden restauraties in 1972, 1984 en 1996.
In de jaren 90 van de 20e eeuw werd de molen weer particulier bezit, en de Stichting Vrienden van de Roosdonck staat garant voor de onderhoudskosten.
Vanuit landschappelijk oogpunt is de molen zeer fraai gelegen, ten noorden van de bebouwde kom.
Molen 'De Roosdonck' is zeven maal getekend door Vincent van Gogh.
In Nanjing (China) is in 2011 een kopie van de Roosdonck gebouwd in het 'Van Gogh Vriendschapspark'.

## Technische details
- Type: ronde, stenen beltmolen
- Inrichting: 2 koppels maalstenen (1 blauw koppel en 1 met kunstoplage), windaangedreven buil, sleepluiwerk
- Wieksysteem: Oudhollands
- Vlucht: 26,00 m
- Bijzonderheden: uitzonderlijk smal gebouwd